# Instituto Francocanadiense
El Instituto Francocanadiense fue una sociedad científica y literaria que entró en conflicto con la Iglesia católica durante el siglo XIX en el Canadá francés.
Fue fundado en Montreal en 1844 como un foro de debate y biblioteca gratuita, instalando módulos por todo el Canadá de habla francesa. Criticó el institucionalismo de la iglesia en Quebec y exhibió libros considerándolos indeseables.
Los líderes religiosos como Ignace Bourget, obispo de Montreal (1840–1876), atacaron al instituto, el cual recurrió a Roma por respaldo. En 1869 la iglesia condenó al movimiento y la mayoría de sus miembros se separaron.
- Datos: Q3151855